# Thomas Holst
Thomas Holst, född 5 maj 1963 i Klippan, är en svensk musiker. Han är gitarrist, organist och körsångare i Torsson och basist och tidigare gitarrist i Wilmer X.
Han har även spelat och medverkat bland annat i Kommissarie Roy och Babylon Blues.
Holst har också släppt några skivor som soloartist, Epatraktorland från 1994 och Härmapa från 2002.